# Droga krajowa B204 (Niemcy)
Droga krajowa 204 (niem. Bundesstraße 204, B 204) – niemiecka droga krajowa.

## Historia
Droga przebiegała z Itzehoe przez Hanerau-Hademarschen i Albersdorf do Heide w Szlezwiku-Holsztynie.

Została zastąpiona przez autostradę A23.